# Sandro Campani
Sandro Campani (1974) è uno scrittore italiano.

## Biografia
Nato nel 1974 nell'Appennino tosco-emiliano dove risiede e lavora, nel 2005 ha esordito nella narrativa con il romanzo È dolcissimo non appartenerti più.
Dopo la raccolta di racconti Nel paese del Magnano e la graphic novel Non ti avevo nemmeno notato usciti entrambi nel 2010, è tornato al romanzo nel 2013 con La terra nera.
Cantante e chitarrista, nel 2017 ha dato alle stampe il romanzo Il giro del miele e tre anni dopo I passi nel bosco.
Nel 2023 per Einaudi ha pubblicato il romanzo Alzarsi presto. Il libro dei funghi (e di mio fratello).
Tra i riconoscimenti ottenuti si segnala il Premio letterario Castelfiorentino del 2012.

## Opere

### Romanzi
- È dolcissimo non appartenerti più, Roma, Playground, 2005 ISBN 88-89113-10-3.
- La terra nera, Milano, Rizzoli, 2013 ISBN 978-88-17-06435-4.
- Il giro del miele, Torino, Einaudi, 2017 ISBN 978-88-06-22891-0.
- I passi nel bosco, Torino, Einaudi, 2020 ISBN 978-88-06-24329-6.
- Alzarsi presto. Il libro dei funghi (e di mio fratello), Torino, Einaudi, 2023, ISBN 978-88-06-25579-4.

### Racconti
- Nel paese del Magnano, Ancona, Italic, 2010 ISBN 978-88-96506-14-1.

### Racconti brevi (ebook)
- I morosi di mia cugina e altri due pezzi brevi (Il Dondolo, 2018)
- Quattro racconti di Natale (Il Dondolo, 2021)
- Racconto di Natale. Una domenica al campeggio (Il Dondolo, 2022)

### Graphic novel
- Non ti avevo nemmeno notato con Daniele Coppi, Roma, Playground, 2010 ISBN 978-88-89113-51-6.

### Antologie
- Quello grande è bellissimo e altri racconti di AA. VV., Milano, Marcos y Marcos, 2011 ISBN 978-88-7168-603-5. (racconto: Esami)
- Vite sottopelle. Racconti sull'identità di AA.VV., Bracciano, Roma , Tuga Edizioni, 2019 ISBN 978-88-99321-27-7

## Premi e riconoscimenti
- Premio letterario Castelfiorentino: 2012 vincitore nella categoria "Premio per l'inedito" con il racconto La gamba della Chiara
- Premio Arturo Loria: 2011